# Pierre Barbier
Pierre Barbier (ur. 25 września 1997 w Beauvais) – francuski kolarz szosowy.
Jego starszy brat, Rudy Barbier, również jest kolarzem.

## Osiągnięcia
Opracowano na podstawie:

2016
- 3. miejsce w Paryż-Troyes

2018
- 2. miejsce w Grote Prijs Jean-Pierre Monseré

2019
- 3. miejsce w Grand Prix de la Somme

2020
- 1. miejsce na 3. etapie Dookoła Bułgarii

2021
- 3. miejsce w Cholet-Pays de la Loire

2023
- 3. miejsce w La Roue Tourangelle

## Rankingi
| Rok             | 2016  | 2017  | 2018 | 2019 | 2020 | 2021 | 2022 | 2023 | 2024 |
| --------------- | ----- | ----- | ---- | ---- | ---- | ---- | ---- | ---- | ---- |
| World Ranking   | 1482. | 1876. | 599. | 294. | 874. | 383. | 207. | 833. | 293. |
| UCI Europe Tour | 991.  | 1186. | 349. | 240. | 694. | 316. | 169. | -    | -    |
|                 |       |       |      |      |      |      |      |      |      |
| Źródło: UCI     |       |       |      |      |      |      |      |      |      |